# Bigramme
 (août 2024).
Si vous disposez d'ouvrages ou d'articles de référence ou si vous connaissez des sites web de qualité traitant du thème abordé ici, merci de compléter l'article en donnant les références utiles à sa vérifiabilité et en les liant à la section « Notes et références ».
Ne doit pas être confondu avec Digramme.
un bigramme est un jeu de lettres qui consiste à construire deux mots avec les lettres d'un seul mot et en utilisant la totalité des lettres disponibles, une seule fois chacune. En cela, il est également un N-gramme de rang 2.

## Exemples

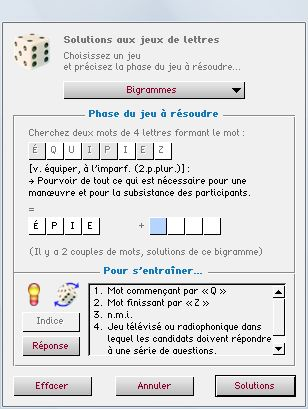
Jeu de bigramme

- ARRIMEUR permet de créer ERRA (errer, passé simple) et MURI (murir, participe passé). On ne tient pas compte des accents. 12 couples de mots sont solutions de ce bigramme.

- CORNÉLIENNES (adjectif) permet de créer CERNÉE (cerner, participe passé) et LINONS (toile de lin). 39 couples de mots sont solutions de ce bigramme.

## Application
Les bigrammes, ainsi que d'autres n-grammes, sont utilisés dans la plupart des modèles de langage efficaces pour la reconnaissance vocale. Certaines activités de logologie ou de linguistique récréative impliquent des bigrammes. Il s'agit notamment de tentatives de recherche de mots anglais commençant par chaque bigramme possible, ou de mots contenant une chaîne de bigrammes répétés, tels que logogogue.